# Alexandra Nekvapilová
Alexandra Nekvapilová, rozená Příhodová, v zahraničí také jako Sasha Nekvapil, (5. října 1919 Praha – 10. června 2014 Canberra) byla československá reprezentantka ve sjezdovém lyžování.

## Kariéra
Lyžovala od dětství, závodit začala v 16 letech. V roce 1941 vyhrála protektorátní mistrovství ve slalomu a po válce se stala pětinásobnou mistryní Československa.
V roce 1947 získala stříbrnou medaili na akademickém mistrovství v Davosu. Startovala na Zimních olympijských hrách v roce 1948, kde obsadila 14. místo ve sjezdu, 16. místo ve slalomu a 9. místo v kombinaci.
Po nástupu komunistů k moci přišla o hotel v Brně, který vlastnila, a rozhodla se emigrovat. V roce 1949 vyhrála ve Švýcarsku sjezd O bílou stuhu Svatého Mořice, po závodě opustila československou výpravu a od roku 1950 žila s manželem Karlem Nekvapilem a bratrem Františkem Příhodou v Austrálii, kde byla známá jako Sasha Nekvapil.
Později byla trenérkou australské sjezdařské reprezentace a provozovala horskou chatu a školu lyžování v obci Thredbo.